# 小牟田悠介
小牟田 悠介（こむた ゆうすけ、1983年 - ）は、日本の美術作家。

## 概要
大阪生まれ。
2007年、京都造形芸術大学総合造形卒業後、2009年東京藝術大学大学院先端芸術表現科修了。
東京藝術大学特任助教。

## 個展
2013年「COLOR UNFOLDS」SCAI the Bathhouse東京谷中。